# Scopula punctilineatella
Scopula punctilineatella är en fjärilsart som beskrevs av Lucas. Scopula punctilineatella ingår i släktet Scopula och familjen mätare. Inga underarter finns listade.